# Sydlangeland Kommune
Sydlangeland Kommune i Fyns Amt blev dannet ved kommunalreformen i 1970. Ved strukturreformen i 2007 indgik den i Langeland Kommune sammen med Rudkøbing Kommune og Tranekær Kommune.

## Tidligere kommuner
Sydlangeland Kommune blev dannet inden kommunalreformen ved frivillig sammenlægning af 4 sognekommuner:
| Kommune             | Folketal september 1965 | Byer      |
| ------------------- | ----------------------- | --------- |
| Humble              | 1.949                   | Humble    |
| Lindelse            | 1.149                   | Lindelse  |
| Magleby             | 2.075                   | Bagenkop  |
| Tryggelev-Fodslette | 863                     | Tryggelev |
| I alt               | 6.036                   |           |

## Sogne
Sydlangeland Kommune bestod af følgende sogne, alle fra Langelands Sønder Herred:
- Fodslette Sogn
- Humble Sogn
- Lindelse Sogn
- Magleby Sogn, som Bagenkop Sogn blev udskilt fra i 2010
- Tryggelev Sogn

## Borgmestre[2]
| Periode   | Navn         | Parti      |
| --------- | ------------ | ---------- |
| 1970-1990 | Arne Larsen  | Venstre    |
| 1990-1994 | Helge Larsen | Venstre    |
| 1994-2006 | Knud Gether  | Lokalliste |